# Plusiodonta multicolora
Plusiodonta multicolora là một loài bướm đêm trong họ Noctuidae.